# Acid hipofosforos
Acidul hipofosforos (denumit și acid fosfinic) este un acid anorganic cu formula chimică H3PO2. 

## Tautomerie
Acest compus prezintă două structuri care sunt in echilibru, proprietate numită tautomerie.